# Владар, Штефан
Штефан Владар (нем. Stefan Vladar; род. 1965, Вена) — австрийский пианист и дирижёр.

## Биография
Окончил Венский университет музыки и сценического искусства, где его педагогами были Ханс Петермандль и Ренате Крамер-Прайзенхаммер. В 1985 г. выиграл в Вене конкурс пианистов имени Бетховена. Записал все бетховенские фортепианные концерты и ряд других произведений, альбомы с произведениями Фридерика Шопена, Роберта Шумана, Иоганнеса Брамса и др.
В 2002—2005 гг. возглавлял Большой оркестр Граца. В 2008 г. в связи с болезнью Генриха Шиффа, своего нередкого партнёра по камерным выступлениям, перенял у него руководство Венским камерным оркестром.